# Wiesmann MF5

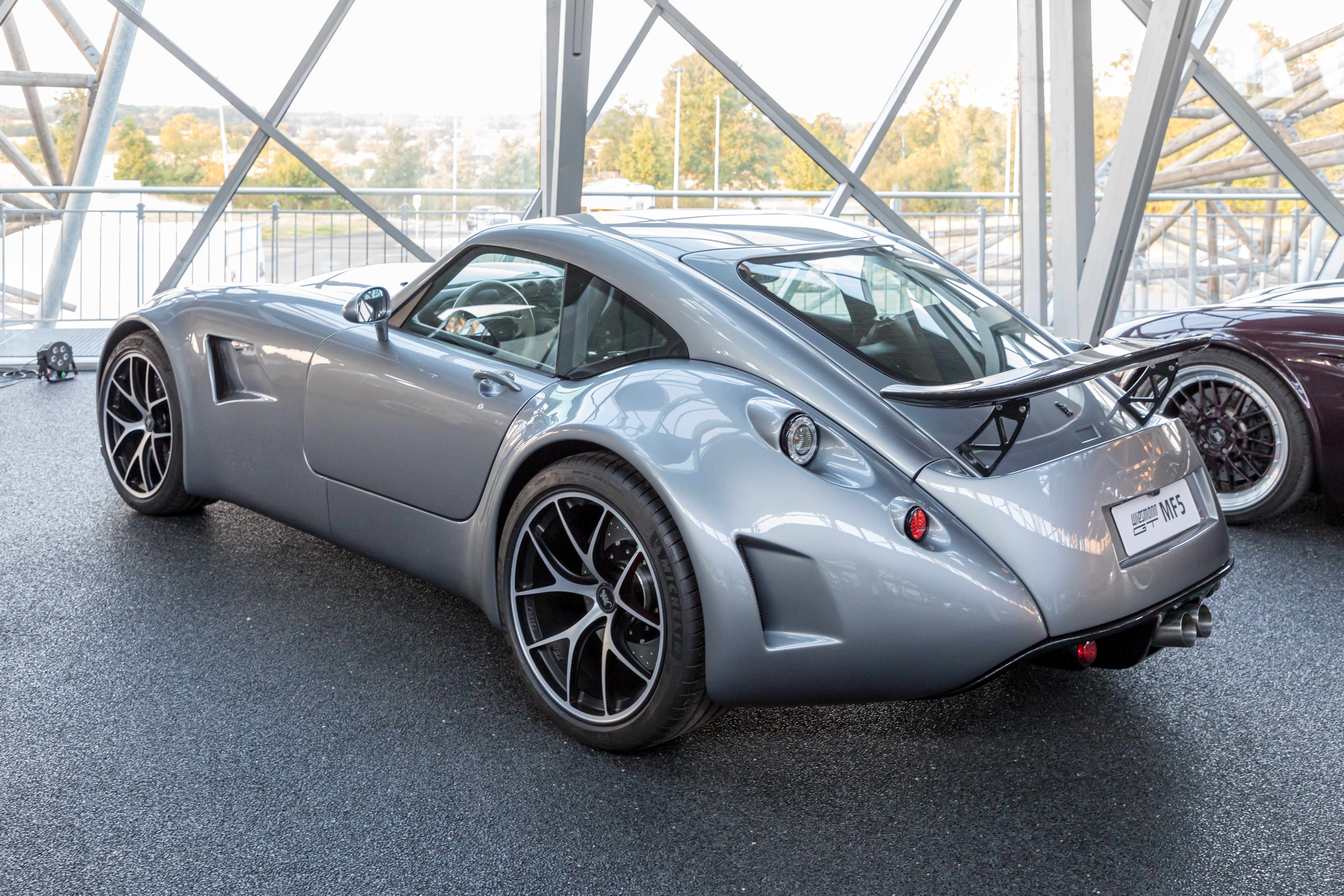

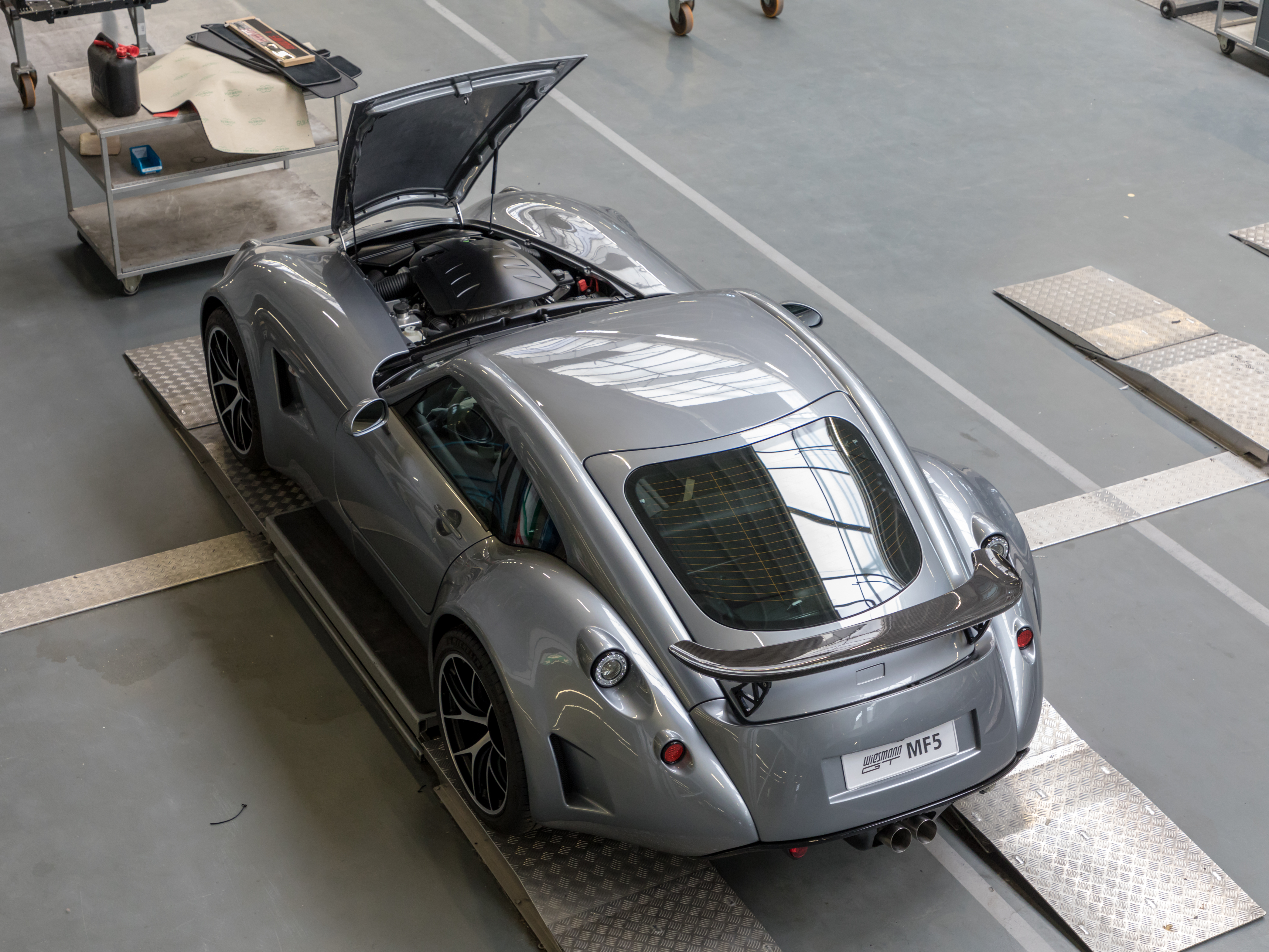

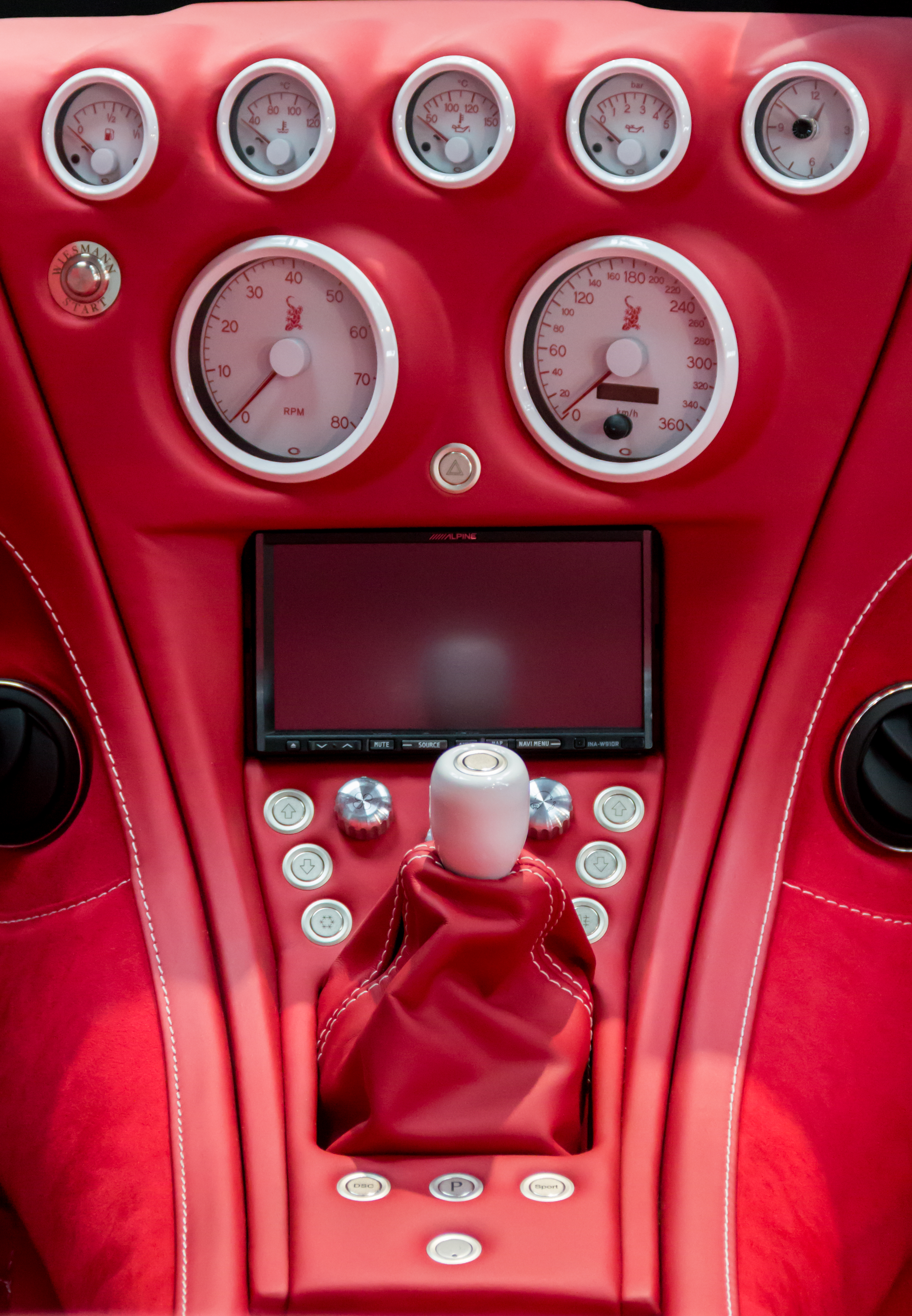
Mittelkonsole

Der GT MF5 ist ein Sportwagen des Dülmener Unternehmens Wiesmann, der von 2009 bis 2014 hergestellt wurde. Vorgestellt wurde er 2007 auf der IAA in Frankfurt, die Serienfertigung erfolgte ab 2009. Viele Komponenten des GT MF5 basieren auf Serienbauteilen BMWs. Pro Monat wurden bei Wiesmann etwa 15 Fahrzeuge von Hand gebaut, je Fahrzeug wurden rund 350 Stunden Arbeitszeit benötigt. Insgesamt wurden weniger als 200 Stück hergestellt, von der Variante des MF5 V10 lediglich 43 Stück. Besondere Kundenwünsche wurden bei der Fertigung berücksichtigt. Der GT MF5 war das Topmodell Wiesmanns.

## Technische Beschreibung
Der GT MF5 ist ein zweitüriges und -sitziges Coupé mit Hinterradantrieb. Er hat eine selbsttragende Karosserie aus Aluminium, die geklebt und genietet ist. Der Luftwiderstandsbeiwert ({\displaystyle c_{\mathrm {w} }}) beträgt 0,38, bei einer Geschwindigkeit von 200 km/h beträgt die Anpresskraft 549 N an der Fahrzeugfront und 59 N am Heck. Die Räder sind rundum an MacPherson-Federbeinen aufgehängt. Sie werden vorne an Doppelquerlenkern und hinten an Doppelquerlenkern mit zusätzlichen Längslenkern geführt. Zusätzlich dazu sind an Vorder- und Hinterachse Torsionsstabilisatoren eingebaut. Serienmäßig hat der GT MF5 Aluminiumfelgen mit einem Durchmesser von 483 mm (19 in), auf die vorne Reifen der Dimension 265/35 ZR und hinten 325/30 ZR aufgezogen sind. Alle Räder sind mit Scheibenbremsen ausgerüstet, deren Durchmesser 380 mm beträgt. Standardmäßig sind ein Antiblockiersystem und eine Fahrdynamikregelung, die aus dem BMW E63 stammen. Die Komponenten der Lenkung stammen aus den BMW-Baureihen E46 und E90.
Angetrieben wird der GT MF5 von einem BMW-Motor, der hinter der Vorderachse eingebaut ist. Bis 2010 wurde der BMW S85 verwendet, ein flüssigkeitsgekühlter V10-Saugottomotor mit DOHC-Ventilsteuerung. Er hat einen Hubraum von 4999 cm3, seine Nennleistung beträgt 373 kW (507 PS) bei 7750 min−1. Vom Motor wird das Drehmoment auf ein SMG-automatisiertes Schaltgetriebe mit sieben Gängen übertragen, es stammt aus dem BMW M5 (E60).
Nach der Produktionseinstellung seitens BMW baute Wiesmann den BMW S63 ein, einen flüssigkeitsgekühlten und aufgeladenen V8-Ottomotor mit 4395 cm3 Hubraum, er hat ebenfalls DOHC-Ventilsteuerung. Die Nennleistung wurde im Gegensatz zum vorher eingebauten Motor auf 408 kW (555 PS) bei 6000 min−1 erhöht.
Die Gewichtsverteilung zwischen Vorder- und Hinterachse beträgt 49,6 % zu 50,4 %. Das Fahrzeug beschleunigt in 3,9 s von 0 auf 100 km/h und erreicht eine Höchstgeschwindigkeit von 311 km/h. Die Bremsverzögerung ist mit 10,6 m/s2 beim Bremsen von 100 auf 0 km/h angegeben.

## Technische Daten
| Wiesmann                        | GT MF5 V10                   | GT MF5 / Roadster MF5          |
| ------------------------------- | ---------------------------- | ------------------------------ |
| Bauzeit                         | 08/2009 bis 02/2011          | 02/2011 bis 12/2014            |
| Motorcode                       | S85B50                       | S63B44                         |
| Motorbauart                     | Zehnzylinder V-Motor         | Achtzylinder-V-Motor, Bi-Turbo |
| Bohrung × Hub                   | 92 mm × 75,2 mm              | 89 mm × 88,3 mm                |
| Hubraum                         | 4999 cm³                     | 4395 cm³                       |
| Verdichtung                     | 12,0:1                       | 9,3:1                          |
| max. Leistung                   | 373 kW (507 PS) bei 7750/min | 408 kW (555 PS) bei 6000/min   |
| max. Drehmoment                 | 520 Nm bei 6100/min          | 680 Nm bei 1500–5650/min       |
| Getriebe                        | 7-Gang-SMG-Halbautomatik     | 6-Gang-Automatikgetriebe       |
| Antrieb                         | Hinterradantrieb             | Hinterradantrieb               |
| Höchstgeschwindigkeit           | 310 km/h                     | 311 km/h                       |
| Beschleunigung, 0–100 km/h      | 3,9 s                        | 3,9 s                          |
| Leergewicht                     | 1421 kg                      | 1405 kg                        |
| Kraftstoffverbrauch in l/100 km | 15,0 SP                      | 12,9 SP                        |